# Gonomyia pensilis
Gonomyia pensilis är en tvåvingeart som beskrevs av Alexander 1957. Gonomyia pensilis ingår i släktet Gonomyia och familjen småharkrankar. Inga underarter finns listade i Catalogue of Life.